# Municipalité du district de Radviliškis
La municipalité du district de Radviliškis (en lituanien : Radviliškio rajono savivaldybė) est l'une des soixante municipalités de Lituanie. Son chef-lieu est Radviliškis.

## Seniūnijos de la municipalité du district de Radviliškis
- Aukštelkų seniūnija (Aukštelkai)
- Baisogalos seniūnija (Baisogala)
- Grinkiškio seniūnija (Grinkiškis)
- Pakalniškių seniūnija (Raudondvaris)
- Radviliškio seniūnija (Radviliškis)
- Radviliškio miesto seniūnija (Radviliškis)

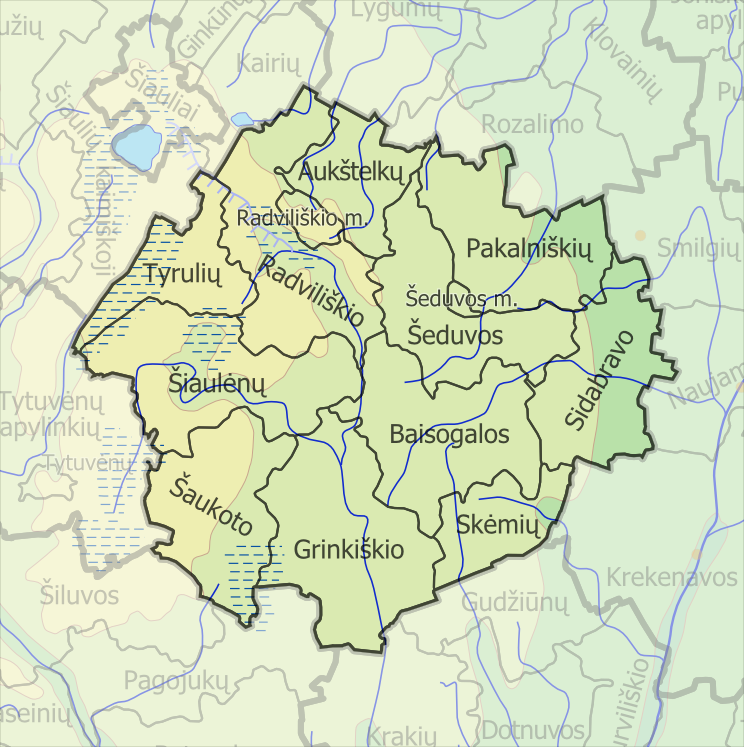
Seniūnijos de la municipalité du district de Radviliškis.

- Sidabravo seniūnija (Sidabravas)
- Skėmių seniūnija (Skėmiai)
- Šaukoto seniūnija (Šaukotas)
- Šeduvos miesto seniūnija (Šeduva)
- Šiaulėnų seniūnija (Šiaulėnai)
- Tyrulių seniūnija (Tyruliai)